# Capensibufo tradouwi
Capensibufo tradouwi es una especie de anfibios de la familia Bufonidae.
Es endémica de Sudáfrica.
Su hábitat natural incluye vegetación arbustiva de clima mediterráneo, praderas templadas, ríos permanentes e intermitentes, pantanos y marismas de agua dulce.
Está bajo preocupación menor.